# ハッピーニート おちこぼれ兄弟の小さな奇跡
『ハッピーニート おちこぼれ兄弟の小さな奇跡』（ - おちこぼれきょうだいのちいさなきせき、Jeff, Who Lives at Home）は2011年のアメリカ合衆国のコメディ映画。監督はジェイ・デュプラスとマーク・デュプラス、出演はジェイソン・シーゲルとエド・ヘルムズなど。奇妙な家族の奇跡かもしれない騒動をハートウォーミングに描いている。
2011年9月14日に第36回トロント国際映画祭で初上映された。日本では劇場未公開だが、DVDが発売されている。

## ストーリー
ルイジアナ州の州都バトンルージュ。ジェフ（ジェイソン・シーゲル）は実家で母シャロン（スーザン・サランドン）と暮らしている30歳のニート。映画『サイン』の影響で、常に何らかの「啓示」があることを期待している。一方、ジェフの兄パット（エド・ヘルムズ）は自己中心的な振る舞いのせいで妻リンダ（ジュディ・グリア）との関係がぎくしゃくしている。
母シャロンの誕生日。間違い電話が連呼する「ケヴィン」の名前を何かの「啓示」と思ったジェフは、ケヴィンという「何か」を求めて街に出ると、その途中で偶然にパットと出会う。ジェフとパットの2人は、リンダが見ず知らずの男（スティーヴ・ジシス）と2人でいるのを目撃したことから、彼女の浮気の証拠を掴むために後を追うことになる。リンダが男とホテルの一室に2人切りでいるところにパットが乗り込むと、リンダは自分の話をろくに聞いてもくれない夫への不満を吐露し、パットに別れを告げて出て行く。パットは茫然自失となるが、リンダにきちんと愛する気持ちを伝えるべきとジェフに諭されると、ジェフとともにリンダの後を追う。
一方、シャロンは謎の同僚からのアプローチに戸惑いつつも浮き立つ気持ちを抑えられずにいた。ところが、「謎の同僚」の正体が同性の友人キャロル（レイ・ドーン・チョン）であると知ったシャロンはショックを受ける。しかし、キャロルの「ありのままの自分を受け入れてもらいたくない?」の言葉と、スプリンクラーの放水をきっかけに、キャロルとともに職場を車で飛び出す。
ジェフとパットが乗ったタクシーとシャロンとキャロルが乗った車は偶然にも同じ橋の上で渋滞に巻き込まれる。この渋滞も何かの啓示と感じたジェフはパットにリンダの車を追いかけるように言う。パットは同じように渋滞に巻き込まれていたリンダの車に辿り着くと、正直な想いを告白する。そこにパットの走る姿を目撃して追いかけて来たシャロンとキャロルが現れる。一方、何かを感じたジェフは渋滞の先頭に向かって走り出す。実は、自動車事故で人を乗せたままの車が橋から落ちていたのだ。ジェフは迷うことなく橋から飛び降り、車に閉じ込められていた幼い2人の少女を救い出すと、少女らの父親を救い出そうと再び水中に潜る。父親は何とか助け出されたものの、ジェフがなかなか姿を現さないことから、パットが飛び込み、瀕死のジェフを救い出すと、救助隊による救命処置でジェフは息を吹き返す。
その夜、ジェフ、パット、リンダ、キャロルの4人でシャロンの誕生日を祝う。パットとリンダの仲睦まじい姿を確認したジェフはテレビのニュース番組を観る。ちょうどジェフによる救出劇の様子が放送されていた。ジェフが救った少女たちの父親の名は「ケヴィン・ランドリー」であった。

## キャスト
- ジェフ・トンプキンス - ジェイソン・シーゲル
- パット・トンプキンス - エド・ヘルムズ
- シャロン・トンプキンス - スーザン・サランドン
- リンダ・トンプキンス - ジュディ・グリア
- キャロル - レイ・ドーン・チョン
- スティーブ - スティーブ・ジシス
- ケビン - エヴァン・ロス

## 作品の評価
Rotten Tomatoesによれば、141件の評論のうち、77%にあたる108件が高く評価しており、平均して10点満点中6.77点を得ている。
Metacriticによれば、36件の評論のうち、高評価は21件、賛否混在は13件、低評価は2件で、平均して100点満点中60点を得ている。